# ماریو بکاریا
ماریو بکاریا (ایتالیایی: Mario Beccaria; ۱۸ ژوئن ۱۹۲۰ – ۲۲ نوامبر ۲۰۰۳) سیاستمدار اهل ایتالیا بود.
وی از سال ۱۹۶۸ تا ۱۹۷۶ عضو مجلس نمایندگان ایتالیا و و از سال ۱۹۶۰ تا ۱۹۶۴ شهردار سنت آنجلو لودیجونو بوده‌است.